# Lucas Hauchard
Lucas Hauchard (Vitry-sur-Seine, 27 januari 1996) beter gekend als Squeezie, is een Frans youtuber.
Sinds 2011 biedt hij op zijn kanaal komische video's, let’s plays, muziekclips maar ook reactievideo's. In 2019 werd hij de meest geabonneerde Franstalige youtuber, met 7,7 miljard weergaven en 18,6 miljoen volgers. Hij bezit ook nog twee andere kanalen: ‘Squeezie gaming’ en ‘Bigorneaux et coquillages’. Hij streamt ook regelmatig op Twitch en heeft in 2020 zijn eerste muziekalbum ‘Oxyz’ uitgebracht.

## Levensloop

### Begin op YouTube
Vanuit zijn thuis leeft hij van zijn passie van games via zijn camera om zijn volgers te vermaken. Lucas Hauchard begon met YouTube in 2008 met zijn eerste kanaal dat gefocust is op het spel ‘Dofus’. Dit kanaal is inactief sinds 2008. In november 2010 besliste hij om een nieuw kanaal aan te maken ‘The videobc2’ (inactief sinds 18 november 2010) waarop hij 3 video's heeft gepost. Op zijn vijftiende maakte hij zijn kanaal ‘Squeezie’ aan dat nu nog actief is. Dit kanaal is vooral gericht op de videogames. Dankzij dit kanaal werd hij de jongste Fransman met 1 miljoen abonnees op zijn kanaal. Rond zijn zeventiende haalde hij behoorlijk veel weergaven op zijn video's (een gemiddelde van 300 000 weergaven per video). Op dat moment haalde hij ook zijn middelbare diploma (baccalaureat).
In 2014 werd hij regelmatig beschuldigd van plagiaat op PewDiePie, een beschuldiging die hij weerlegde via een video.  In 2017 nam hij deel aan Fort Boyard, met Cyprien. Squeezie bereikte in 2017 een kaap van meer dan 1.860.000 abonnees. Cyprien nam later de positie van meest gevolgde youtuber van Frankrijk in.

### Groeiende populariteit
In april 2013 (met 500 000 volgers) besloot hij om met een andere bekende Franse youtuber een nieuw kanaal aan te maken ‘Cyprien-gaming’ dat sinds 2018 ‘Bigorneaux & Coquillages’ wordt genoemd. Eind 2014 werd er door een site aangetoond dat de video's  van Squeezie 70,7 miljoen keer zijn bekeken, wat meer is dan Rémi Gaillard, Norman en Cauet samen. In 2015 verscheen hij in de video "Youtube Rewind" (een video die door YouTube in het najaar wordt gemaakt en die alle belangrijke personaliteiten van het jaar omvat).

### Diverse activiteiten

Logo van het kledingsmerk streetwear Yoko.

Squeezie schreef samen met Maxenss, "Tourne la page" , een boek dat in 2017 werd uitgegeven door Michel Lafon.
In maart 2017 besloot hij om met Cyprien de Web TV LeStream aan te maken. Deze stream versloeg het record van weergaven voor een Franse stream met meer dan 150 000 toeschouwers tegelijk. In september 2018 lanceerde hij een nieuw secundair kanaal "Squeezie Gaming" gewijd aan de beste van zijn live games op zijn Twitch-kanaal.
Op 31 januari 2019, interpreteerde Squeezie (met Cyprien, Mcfly en Carlito, en Le Pérave) “Romeo en Julia” van William Shakespeare voor 500 personen in het Casino Barrière d'Enghien. Die theatervoorstelling werd gepland als gevolg van een competitie ‘YouTube Warrior’ die door Squeezie en Cyprien werd verloren. Het toneelstuk werd ook op Twitch opnieuw uitgezonden. Het toneelstuk versloeg het record van de stream met 390 000 toeschouwers gelijktijdig met een totaal van 650 000 toeschouwers.
Op 3 juni 2019 besloot Squeezie om zijn eigen kledingmerk te lanceren dat hij met zijn oudere broer Florent Hauchard heeft geproduceerd. Ze wilden dat de stijl van hun kledingmerk een verbinding was tussen 'streetwear’ en de Japanse cultuur. Japan is volgens Squeezie een land dat hij erg bewondert.

### Bump
In augustus 2020 liet hij weten dat hij het bedrijf Webedia verliet, hij werd onafhankelijk onder zijn eigen bedrijf ‘Bump’.
Na enkele muziekclips die hij online op YouTube heeft geplaatst besloot hij om met rapmuziek te starten. Hij tekende bij label AllPoints en bracht zijn eerste project uit ’Influencers’. Later komt zijn eerste album, genoemd Oxyz uit op 25 december 2020. De opnames van zijn album werd in Japan opgenomen. Het bevat twee features, geknipt voordat het album uitkwam, met rappers Némir en Gambi. In september 2020 werd zijn komst aangekondigd op radiostation NRJ21. Vanaf 28 september organiseert Squeezie twee weken lang een radioshow in de avond waar hij met zijn gasten en luisteraars praat over muziek, humor en videogames.

## Discografie

### Albums
- 2020: Oxyz

### Singles
- 2017 : Placements de produits feat. Maxenss
- 2018 : Freestyle de l'autodérision
- 2018 : Top 1
- 2018 : Freestyle de potes feat. Maxenss et Seb la Frite
- 2018 : Pas tout seul
- 2018 : 90 VS 2000 feat. Mcfly et Carlito
- 2019 : Le gaming c'est fini
- 2019 : Bye bye feat. Joyca
- 2020 : Influenceurs
- 2020 : Guépard feat. Némir
- 2020 : Servis feat. Gambi

## Prijzen
| Jaar | Organisatie                    | Prijs                               | Resultaat |
| ---- | ------------------------------ | ----------------------------------- | --------- |
| 2016 | Coca-Cola Gaming Awards        | Beste youtuber gaming               | Gewonnen  |
| 2016 | Q d'or                         | Youtuber van het jaar               | Gewonnen  |
| 2020 | NRJ Music Awards Paris Edition | Révélation francophone van het jaar | Gewonnen  |